# European Union of Mountaineering Associations

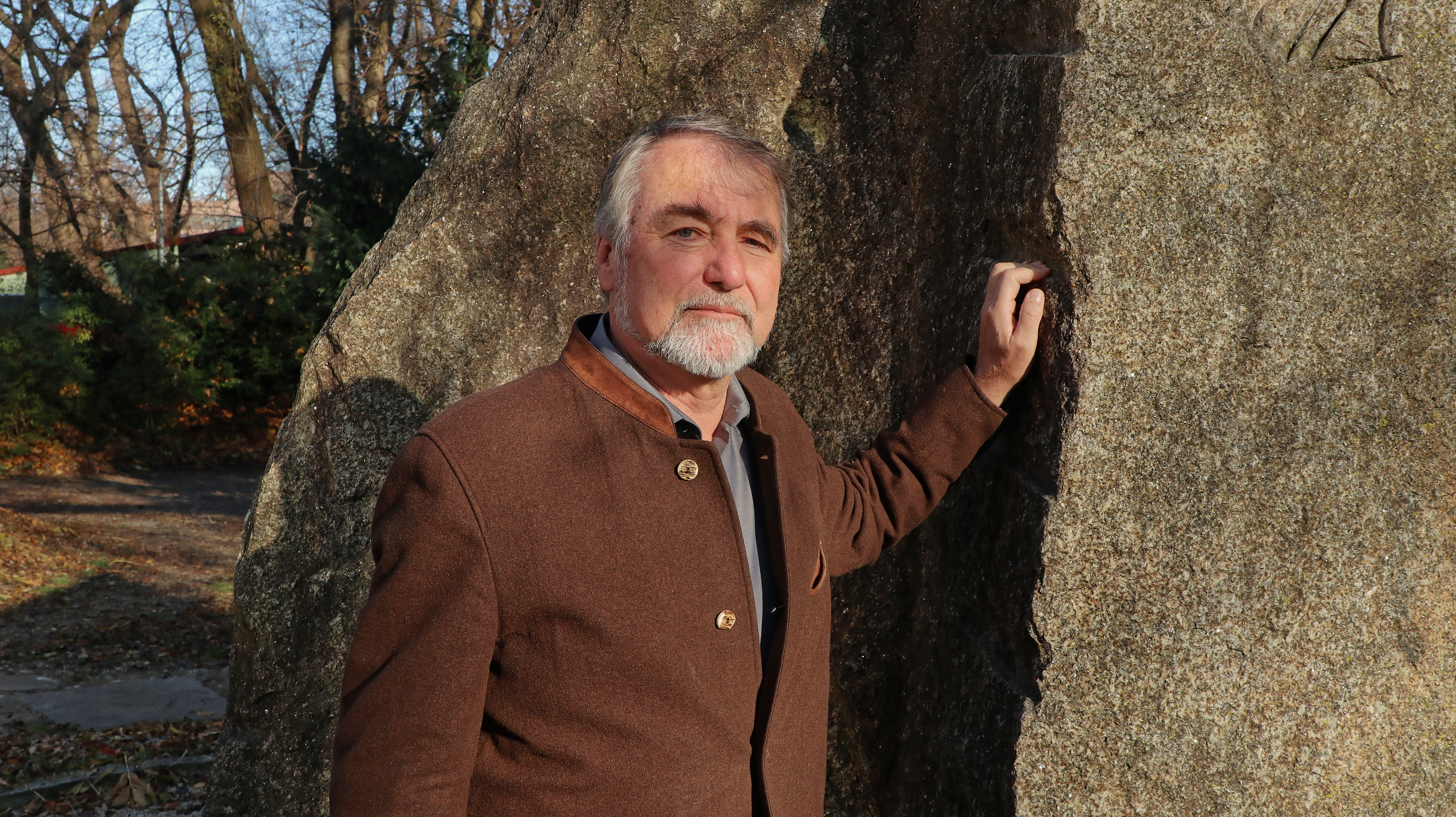
Roland Stierle (2019)

Die European Union of Mountaineering Associations (EUMA, deutsch Europäischer Bergsport-Dachverband) ist ein am 25. November 2017 gegründeter Bergsport-Dachverband mit Hauptsitz in Brüssel (Belgien). Die EUMA sieht sich als Interessenvertretung für den alpinen Breitensport und nennt die Themen Sicherheit, Infrastruktur und Naturschutz als ihre Hauptaufgabengebiete.

## Geschichte
Die EUMA wurde am 25. November 2017 im Alpinen Museum des Deutschen Alpenvereins in München von 23 nationalen Verbänden gegründet.
Zu den 23 Gründungsmitgliedern kamen bis Dezember 2019 noch zwei portugiesische Verbände, der Alpenverein Südtirol, die Balkan Mountaineering Union, der Club Arc Alpin und die Mountaineering Union of Federation Bosnia and Herzegovina hinzu.
Zum ersten Präsidenten wurde der Vizepräsident des DAV, Roland Stierle, gewählt. Sein Stellvertreter ist Jan Bloudek aus Tschechien. Die EUMA vertritt rund 3,0 Millionen Bergsportler.

„Gemeinsam können wir einen sehr großen Beitrag zur Sicherheit im Bergsport und zur Verbesserung des Hütten- und Wegenetzes leisten. Und gemeinsam können wir auch den Naturschutz in sowie den freien Zugang zu den europäischen Bergen sehr effektiv voranbringen“

Im Jahr 2018 vereinbarten die Union Internationale des Associations d’Alpinisme (UIAA) und die EUMA eine Zusammenarbeit.
Die Versammlung des Club Arc Alpin (CAA) beschloss eine „kollaborierende Mitgliedschaft“ mit der EUMA und wurde im Jahr 2019 mitwirkende Organisation. Ebenfalls seit 2019 kooperiert die EUMA mit der Europäischen Wandervereinigung.
Die EUMA ist Beobachter der neuen Interfraktionellen Arbeitsgruppe „Langfristige Investitionen und Reindustrialisierung“ des Europäischen Parlaments.

## Mitgliedsverbände
Gründungs- bzw. Mitgliedsverbände mit dem jeweiligen Beitrittsdatum werden nachfolgend genannt. Mit Stand Dezember 2021 sind dies 25 Vollmitglieder, 4 assoziierte Mitglieder sowie 2 mitwirkende Organisationen in 25 Ländern.
| Land                    | Verband                                                                     | Kürzel  | Seit | Mitgliedschaft           |
| ----------------------- | --------------------------------------------------------------------------- | ------- | ---- | ------------------------ |
| Albanien                | Albanian Mountaineering Federation                                          | FSHALTM | 2017 | Vollmitglied             |
| Belgien                 | Climbing and Mountaineering Belgium                                         | CMBEL   | 2017 | Vollmitglied             |
| Bosnien und Herzegowina | Mountaineering Union of Federation Bosnia and Herzegovina                   | PSBIH   | 2019 | Vollmitglied             |
| Deutschland             | German Alpine Club                                                          | DAV     | 2017 | Vollmitglied             |
| England                 | British Mountaineering Council                                              | BMC     | 2017 | Vollmitglied             |
| Frankreich              | Federation of French Alpine and Mountain Clubs                              | FFCAM   | 2017 | Vollmitglied             |
| Griechenland            | Hellenic Federation of Mountaineering and Climbing                          | EOOA    | 2017 | Vollmitglied             |
| Italien                 | Italian Alpine Club                                                         | CAI     | 2017 | Vollmitglied             |
| Italien                 | Alpine Club South Tyrol                                                     | AVS     | 2018 | Assoziiertes Mitglied    |
| Kroatien                | Croatian Mountaineering Association                                         | HPS     | 2017 | Vollmitglied             |
| Liechtenstein           | Liechtensteiner Alpine Club                                                 | LAV     | 2017 | Vollmitglied             |
| Luxemburg               | Fédération Luxembourgeoise d’Escalade, de Randonnée Sportive et d’Alpinisme | FLERA   | 2021 | Vollmitglied             |
| Malta                   | Malta Climbing Club                                                         | MCC     | 2017 | Vollmitglied             |
| Montenegro              | Mountaineering Association of Montenegro                                    | PSCG    | 2017 | Vollmitglied             |
| Niederlande             | Royal Dutch Mountaineering and Climbing Club                                | NKBV    | 2017 | Vollmitglied             |
| Nordmazedonien          | Macedonian Mountaineering Sport Federation                                  | FPSM    | 2017 | Vollmitglied             |
| Nordmazedonien          | Mountaineering Federation of North Macedonia                                | MSCF    | 2021 | Assoziiertes Mitglied    |
| Norwegen                | Norwegian Climbing Federation                                               | NKF     | 2017 | Vollmitglied             |
| Österreich              | Austrian Alpine Club                                                        | ÖAV     | 2017 | Vollmitglied             |
| Polen                   | Polish Mountaineering Association                                           | PZA     | 2017 | Vollmitglied             |
| Portugal                | Clube Nacional de Montanhismo                                               | CNM     | 2017 | Assoziiertes Mitglied    |
| Portugal                | Federação de Campismo e Montanhismo de Portugal                             | FCMP    | 2017 | Assoziiertes Mitglied    |
| Rumänien                | Romanian Alpine Club                                                        | CAR     | 2017 | Vollmitglied             |
| Serbien                 | Mountaineering Association of Serbia                                        | PSS     | 2017 | Vollmitglied             |
| Slowakei                | Slovak Mountaineering Union                                                 | JAMES   | 2017 | Vollmitglied             |
| Slowenien               | Alpine Association of Slovenia                                              | PZS     | 2017 | Vollmitglied             |
| Spanien                 | Spanish Mountain Sports and Climbing Federation                             | FEDME   | 2017 | Vollmitglied             |
| Tschechien              | Czech Mountaineering Federation                                             | ČHS     | 2017 | Vollmitglied             |
| Zypern                  | Mountaineering and Climbing Federation of Cyprus                            | KOMOAAP | 2017 | Vollmitglied             |
| Balkanhalbinsel         | Balkan Mountaineering Union                                                 | BMU     | 2018 | Mitwirkende Organisation |
| Europa                  | Club Arc Alpin                                                              | CAA     | 2019 | Mitwirkende Organisation |